# 長渡忠被
長渡 忠被（ながと ちゅうひ、1874年（明治7年）5月15日 - 1942年（昭和17年）3月12日）は、大日本帝国陸軍軍人。最終階級は陸軍少将。

## 経歴・人物
宮崎県出身。1895年（明治28年）陸軍士官学校第6期卒業。
1916年（大正5年）1月に津連隊区司令官、同年11月に陸軍歩兵大佐、1917年（大正6年）8月に歩兵第20連隊長、1921年（大正10年）6月に陸軍少将・歩兵第28旅団長を経て、1923年（大正12年）8月に待命。翌月、予備役に編入した。

## 栄典
位階
- 1895年（明治28年）11月15日 - 正八位[3]
- 1897年（明治30年）12月15日 - 従七位[4]
- 1901年（明治34年）2月28日 - 正七位[5]

勲章等
- 1940年（昭和15年）8月15日 - 紀元二千六百年祝典記念章[6]